# João 12

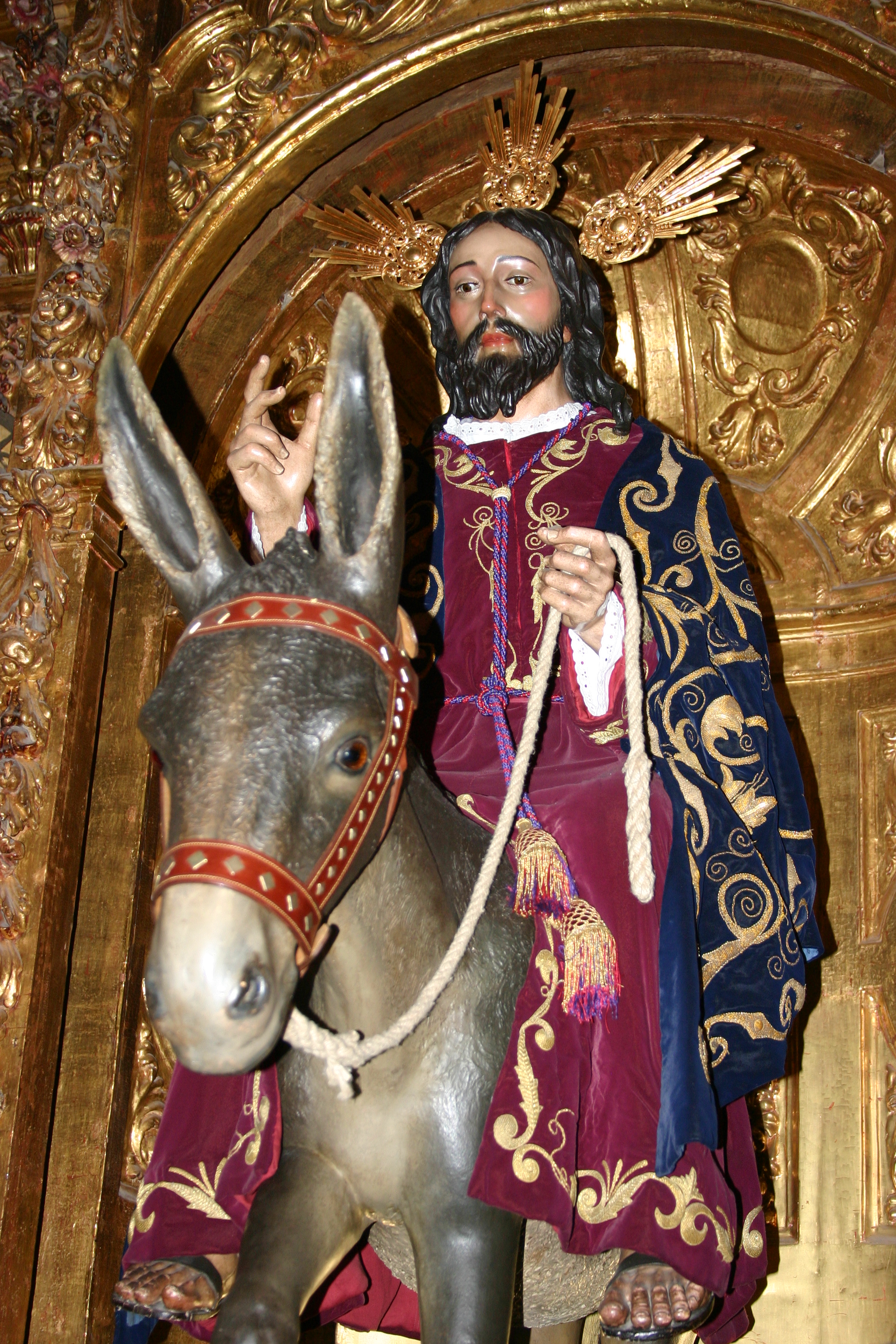
Entrada triunfal em Jerusalém, um dos temas tratados em João 12.
Iglesia colegial del Divino Salvador, Sevilha.

João 12 é o décimo-segundo capítulo do Evangelho de João no Novo Testamento da Bíblia. Depois de ressuscitar Lázaro e ser obrigado a fugir para salvar a vida, Jesus volta a Betânia para a casa das irmãs Maria e Marta, onde é ungido. Depois, Jesus volta para Jerusalém, onde é recebido triunfalmente para sua última semana de vida. 

## Unção de Jesus
Este é um evento na vida de Jesus reportado por todos os evangelhos canônicos, no qual uma mulher derrama todo o conteúdo de um alabastron de um perfume muito caro na cabeça (segundo Marcos e Mateus) ou pés (de acordo com João e Lucas) de Jesus. A unção irrita alguns dos que testemunharam o ato, pois o perfume poderia ter sido vendido pelo equivalente a um ano de trabalho— valor que Marcos estima ser 300 denários— e o dinheiro doado aos pobres. O Evangelho de Mateus afirma que os "discípulos ficaram indignados" e João afirma que Judas Iscariotes foi o mais ofendido, mas acrescenta que ele teria se incomodado por ser um ladrão que queria o dinheiro para si. Jesus é descrito como justificando as ações da mulher ao afirmar que os pobres sempre existirão e poderão ser ajudados sempre que alguém quiser.

## Narrativa bíblica
A partir de Betânia, Jesus enviou dois discípulos a uma aldeia que "está em frente de vós" para que buscassem um jumento que estaria ali amarrado e que nunca fora montado. Se questionados, deveriam responder que o Senhor precisava do animal, mas que ele seria devolvido.
Em João, a entrada ocorre num domingo. Os evangelhos seguem contando como Jesus chegou à cidade e, ali, o povo retirou também suas capas e as jogou à sua frente, juntamente com ramos de palmeiras. 

## Discurso sobre a Paixão
O capítulo termina com Jesus discursando sobre sua vindoura Paixão e com o relato de João sobre as desconfianças dos fariseus com o retorno de Jesus a Jerusalém.